# Inés Suárez
Pour les articles homonymes, voir Suárez.
Inés de Suárez ou Inés Suárez (Plasencia, Estrémadure, Espagne, 1507 - Chili, 1580) est une "conquistadora" du Chili qui a participé à la fondation de l'actuelle ville de Santiago du Chili (alors appelée Santiago de la Nueva Extremadura).

## Biographie

### Enfance et jeunesse
Née en Espagne, à Plasencia en Estrémadure, en 1507, Ines de Suárez est élevée par son grand-père ébéniste, appartenant à la confrérie de la Veracruz, et par sa mère, une couturière de condition modeste. 
En 1526, à l'âge de 19 ans, elle épouse en premier mariage Juan de Málaga, un aventurier passionnée par la conquête des Amériques. Peu de temps après leur mariage, son époux fait rapidement la traversée pour le nouveau continent où il demeure presque dix ans sans envoyer de nouvelles. Malgré cette disparition, Inès doit patiemment attendre jusqu'en 1537, date à laquelle elle obtient une licence pour voyager en Amérique à la recherche de son mari. Elle découvre alors qu'il a été tué lors de la Bataille de Las Salinas. 

### Arrivée en Amérique
Se retrouvant veuve, elle reçoit en compensation de la mort de son mari quelques terres à Cuzco, au Pérou. C'est à cette époque qu'elle rencontre Pedro de Valdivia, avec qui elle entame une intense relation amoureuse.

### Vers la conquête du Chili
Quand, vers la fin de 1539, Pedro de Valdivia prépare son expédition au Chili, Inès n'hésite pas à l'accompagner et demande l'autorisation à l'explorateur Francisco Pizarro. Inés voyage en tant que servante de Pedro pour ne pas scandaliser l'Église qui n'aurait jamais accepté le couple illégitime. Dès les premiers instants du périple, elle gagne le respect et l'estime de l'ensemble des membres de l'expédition. Selon Tomás Thayer Ojeda, elle est « une femme extraordinairement décidée et loyale, discrète, sensée et généreuse, et était très estimée par les conquistadores ».
Après onze mois de voyage (décembre 1540), les membres de l'expédition arrivent dans la vallée du fleuve Mapocho, où ils fondèrent la capitale du territoire qu'ils nomment Santiago de la Nueva Extremadura. Cette vallée, habitée par le peuple des Mapuches, est vaste, fertile et riche en eau potable. Toutefois, face à l'hostilité des habitants des lieux, les Mapuches, les fondations de la ville sont établies entre deux collines, afin de faciliter les positions défensives, en comptant sur le fleuve Mapocho comme barrière naturelle.

### La défense de Santiago
Peu de temps après l'établissement de la ville, Valdivia envoie une ambassade avec des cadeaux aux chefs locaux afin de démontrer leur souhait de vivre en paix. Ceux-ci, bien qu'ils aient accepté les présents, lancent une attaque contre les Espagnols, avec Michimalonco (en) à leur tête. Toutefois, selon les documents conservés, étant sur le point de vaincre les Espagnols, les Indiens abandonnent soudainement la lutte et s'enfuient dans une bousculade qui permet d'en capturer quelques-uns. Ces derniers avoueront avoir vu un homme sur un cheval blanc qui, maniant une épée, est descendu des nuages pour bondir sur eux : cette apparition mystérieuse ayant causé leur fuite. Les Espagnols considèrent l'apparition miraculeuse comme celle de saint Jacques (Santiago) et, en signe de gratitude, ont baptisé la ville, nouvellement fondée le 12 février 1541, du nom de Santiago de la Nueva Extremadura.
Le 9 septembre 1541, Valdivia, une quarantaine de cavaliers et des troupes auxiliaires inca quittent la ville pour réprimer une rébellion des Indiens près de Cachapoal. À leur arrivée, le lendemain matin, un jeune yanacona (en) les prévient que les forêts autour de la colonie sont infestées d'indigènes hostiles. Lorsqu'on demande à Inès si elle croit que les sept prisonniers doivent être libérés en signe de paix, elle considère cela comme une mauvaise idée, car, en cas d'attaque, les prisonniers deviendront leur seule chance de conclure une trêve. Le capitaine Alonso de Monroy, que Valdivia a laissé aux commandes de la ville, approuve l'opinion de Suárez et convoque un conseil de guerre.
Avant l'aube du 11 septembre, les cavaliers espagnols quittent la ville pour affronter les Indiens, dont le nombre est d'abord estimé à 8 000 hommes, puis revu à 20 000 hommes. Bien que les Espagnols aient une cavalerie et de meilleures armes, les Indiens sont largement supérieurs en nombre. Au soir de la bataille, les Indiens obligent l'armée rivale à se replier de l'autre côté du fleuve pour se réfugier dans la ville. Pendant ce temps, ils tirent des flèches incendiaires et réussissent à mettre le feu à une grande partie de la ville, tuant quatre Espagnols et plusieurs animaux. La situation est si désespérée que le prêtre local, Rodrigo González de Marmolejo (en), déclare que la bataille est comme le Jour du jugement dernier et que seul un miracle peut les sauver.
C'est alors que Inés Suárez, qui s'était jusqu'alors employée à prendre soin des blessés et à ravitailler en eau et en nourriture les combattants, joue un rôle décisif dans la bataille en prônant l'exécution des sept prisonniers, seul espoir de salut pour les Espagnols. Elle propose leur décapitation afin de jeter les têtes sanguinolentes aux indigènes pour provoquer la panique parmi eux. Beaucoup d'hommes, qui ont déjà accepté la défaite qu'ils jugent inévitable, s'opposent pourtant à ce plan en faisant valoir que le maintien en vie des autochtones demeure leur seul atout de survie après la défaite, mais Inès insiste pour aller de l'avant. Selon la légende, elle aurait de sa main coupé les têtes des prisonniers, mais les historiens, dont Benjamin Vicuña Mackenna, croient peu probable que Inés Suárez ait perpétré elle-même cette action sanglante.
Grâce au désordre et à la confusion provoqués chez les Indiens par les têtes coupées qui leur sont jetées, les Espagnols parviennent à reprendre l'avantage et à faire fuir leurs ennemis. L'action d'Inés Suárez dans cette bataille est reconnue trois ans plus tard (1544) par Valdivia, qui la récompense en lui décernant une décoration.

## Inés de Suárez dans la littérature
- María Correa Morande, Inés y las raíces de la tierra, ZigZag, 1964
- Isabel Allende, Inés de mon âme, Paris, Grasset, 2006, 384 pages
- Jorge Guzman, Ay, mama Inès, Andre Bello, Santiago du Chili, 1993

## Audiovisuel
- Inés of My Soul (série télévisée), une série de la télévision chilienne d'après le roman d'Isabel Allende, 2020.